# Katie Morgan
Katie Morgan (født 17. marts 1980) er en amerikansk skuespiller, pensioneret pornografisk skuespiller, model og radio talk-show vært. Siden 2001 har hun medvirket i over 100 pornofilm, herunder Girl Tid og Teen Spirit.
Hun har også spillet sig selv i serien Entourage. Hun fik sin første mainstream spillefilmrolle i Kevin Smiths 2008 komedie, Zack and Miri Make a Porno med Seth Rogen og Elizabeth Banks i hovedrollerne.